# Starflowers
Starflowers is het eerste internationaal uitgebrachte muziekalbum van de Noorse zangeres Sinikka Langeland, die ook de kantele bespeelt. Dat het album uitgebracht wordt via ECM Records is niet verbazend:
- het heeft inmiddels een reputatie in het uitbrengen van muziekalbums met Noorse en Noordse volksmuziek;
- het heeft met Jan Garbarek een musicus onder contract die ervaring heeft in de combinatie van volksmuziek en jazz, met name saxofoonmuziek; hier speelt zijn volgeling Seim;
- het geeft muziekalbums uit, die zich op scheidslijnen bevinden binnen alle muzieksoorten, van middeleeuwse muziek tot freejazz.

De muziek klinkt als middeleeuwse verklankingen van liedjes zoals de troubadours ook deden; af en toe zeer intieme en ingetogen muziek, afgewisseld door schelle uitbarstingen, met name door de manier van saxofoon bespelen. Het album is opgenomen in de Rainbow Studio in Oslo onder leiding van Jan Erik Kunghaug.  

## Album

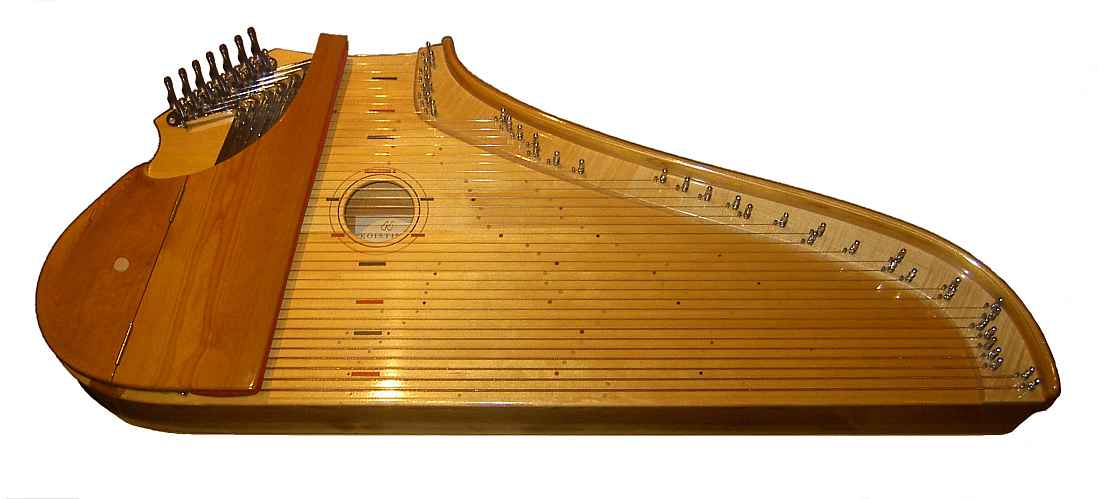
De kantele

Het album Starflowers bevat een dertiental toonzettingen van gedichten van de Noor Hans Børli (1918-1989) uit zijn boek We own the forests end other poems. Deze toonzettingen zijn opgenomen door:
- Sinikka Langeland – zang, kantele;
- Arve Henriksen – trompet;
- Trygve Seim – tenorsaxofoon en sopraansaxofoon
- Anders Jormin – contrabas
- Markku Ounaskari – percussie.

Het boekwerkje bevat naast de Noorse teksten ook Engelstalige vertalingen. Voorts is het boekje geïllustreerd door Tore Hansen, tekenaar van moderne runen.

## Liedjes
1. Høstnatt på Fjellskogen (Herfstnacht in de bergbossen)
2. Den lille fløyten (De kleine fluit)
3. Sølv
4. Treet som verkser opp-ned (De boom die ondersteboven groeit)
5. Saltstein (Steenzout)
6. Sus i myrull (Fluisteringen in het katoengras)
7. Støv
8. Stjernestund (Sterrenuur)
9. Langt innpä skoga (Diep in het bos)
10. Det er ei slik natt (Een van die nachten)
11. Vindtreet
12. Elghjertet (Elandshart)
13. Har du lyttet til elvene om natta? (Heb je naar de rivieren in de nacht geluisterd?)

De vertaling naar het Nederlands is vanuit de Engelstalige titels (als vermeld in de uitgave) en zijn dus alleen om een idee te geven.